# 孫曦
孫曦（1384年—？），字明遠，福建福州府侯官縣右一坊第二圖人，明朝政治人物。進士出身。

## 生平
永樂九年，福建辛卯乡试中舉。永樂十年（1412年），登壬辰科會試中進士。

## 家族
曾祖孫善長。祖父孫伯善。父亲孫徹。